# Louis Norblin
Louis Pierre Martin Norblin de la Gourdaine (Varsòvia, Polònia, 2 de desembre de 1781 - Castell de Connantre, Marne, França, 14 de juliol de 1854) fou un violinista polonès.
El seu nom va unit al del cèlebre Baillot en els grans èxits musicals dels famosos quartets i quintets que admiraren a tota una generació musical, entusiasmada amb ells i els seus companys Vidal, Urhan i Vaslin. Des dels seus primers anys cursà la carrera musical, i molt jove encara, el 1798 anà a París sense recursos econòmics, ingressant més tard en el Conservatori, on tingué per mestres a Levasseur i després a Baudiot, sent-li el 1803 adjudicat el primer premi de violoncel del Conservatori. Treballà en l'orquestra del teatre Italià (1809) i el 1811 entrà en el de l'Òpera, conservant aquesta plaça fins al 1941. Els seus ben orientats estudis, la fermesa de voluntat i el seu amor al treball, confiant en l'esdevenidor, l'elevaren sense tardança al rang dels primers violoncel·listes francesos. A la mort de Levasseur el 1823 fou nomenat professor del Conservatori, en substitució del que havia estat allà el seu primer mestre, desenvolupant el càrrec, durant més de vint anys, amb amor i talent. El 1846 Norblin deixà la càtedra, morint vuit anys després.
La vida de Norblin, consagrat per sencer a l'art i al estudi, transcorri plàcida en la seva tasca, ocupant el temps lliure en el seu despatx entre llibres, quadres, dibuixos, gravats, monedes i medalles, col·leccions reputades entre les més riques de París, en especial la de la numismàtica. Cooperà eficaçment a la fundació de la Societat de Concerts del Conservatori. Norblin, la família del qual a donar una munió d'artistes, tingué per deixeble i successor al seu fill Emile, n. a París el 1821, també violoncel·lista, continuador de les tradicions de família, el qual heretà l'execució pura i simpàtica del pare, amb graciós i elegant domini de la corda.